# Rolls-Royce Motor Cars
Rolls-Royce Motor Cars Limited je britský výrobce luxusních automobilů. Vznikl jako dceřiná společnost vlastněná skupinou BMW v roce 1998 poté, co byla BMW udělena licence k právům na značku a logo Rolls-Royce od společnosti Rolls-Royce plc. Dále získala práva na takové značky jako "Spirit of Ecstasy" a masku Rolls-Royce ve tvaru grilu od společnosti Volkswagen AG. 
Od roku 2003 je výhradním výrobcem značkových automobilů značky Rolls-Royce.
Ačkoli je značka Rolls-Royce používána již od roku 1906, tak dceřiná společnost Rolls-Royce Motor Cars společnosti BMW AG nemá k vozům značky Rolls-Royce vyrobených před rokem 2003 přímý vztah. Dceřiná společnost firmy Volkswagen, Bentley Motors Limited, je přímým nástupcem firmy Rolls-Royce Motors a různých dalších předchůdců, kteří vyráběli vozy značek Rolls-Royce a Bentley v mezidobí založení každé společnosti a rokem 2003, kdy firma ovládaná společností BMW začala vyrábět automobily pod značkou Rolls-Royce.